# Peters-Kurznasenflughund

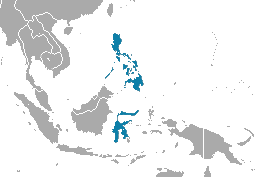
Verbreitungsgebiet laut IUCN

Der Peters-Kurznasenflughund (Cynopterus luzoniensis) ist ein auf den Philippinen und auf Sulawesi verbreitetes Fledertier in der Unterfamilie der Kurznasenflughunde. Die Populationen wurden bis in die 1990er Jahre dem Gemeinen Kurznasenflughund (Cynopterus brachyotis) zugerechnet. Exemplare auf Buton zählen laut IUCN zu dieser Art. In Handbook of the Mammals of the World ist aufgeführt, dass Populationen südlich der Philippinen stärker genetisch abweichen. Möglicherweise werden diese in Zukunft unter dem 1911 eingeführten, jedoch momentan nicht genutzten, Namen Cynopterus minor klassifiziert. Der Artzusatz im wissenschaftlichen Namen bezieht sich auf den Fundort des Typusexemplars auf der Insel Luzon.

## Merkmale
Mit einer Kopf-Rumpf-Länge von 95 bis 108 mm, einer Schwanzlänge von 9 bis 14 mm und einem Gewicht von 20 bis 45 g ist die Art ein kleiner Vertreter ihrer Gattung. Sie hat 57 bis 68 mm lange Unterarme, Hinterfüße von 11 bis 18 mm Länge sowie 14 bis 20 mm lange Ohren. Der Kopf ist durch eine kurze Schnauze, kurze rohrförmige Nasenöffnungen, Ohren mit hellen Kanten und zwei kissenartigen Verdickungen auf der Unterlippe gekennzeichnet. Die großen Augen besitzen eine kastanienbraune bis olivbraune Iris. Auf dem Kopf kommen kurze graue bis graubraune Haare vor. Lange orangebraune Haare um den Hals bilden einen Kragen. Auf der Unterseite kommt graubraunes Fell vor, dessen Haare zu den Seiten hin mit hellen Spitzen ausgerüstet sind. Auffällig ist die weiße Oberseite der Finger, die im Kontrast zur dunkel graubraunen Flughaut stehen. Es ist eine Kralle am zweiten Finger vorhanden. Im Oberkiefer ist ein Schneidezahn pro Seite vorhanden, der Eckzahn ist an der Basis breit und der erste Prämolar ist winzig. Dagegen sind die unteren Eckzähne klein und der erste Prämolar hat eine normale Größe. Der diploide Chromosomensatz enthält 34 Chromosomen (2n=34).

## Verbreitung
Je nach Abhandlung (siehe oben) erstreckt sich das Verbreitungsgebiet über die gesamten Philippinen sowie über Sulawesi und kleinere Inseln der Region. Der Peters-Kurznasenflughund lebt im Flachland und in Gebirgen bis 1600 Meter Höhe. Die Exemplare halten sich in offenen Wäldern und Plantagen auf. Ursprüngliche dichte Wälder werden nur besucht, wenn die Anzahl anderer Flughunde gering ist.

## Lebensweise
Die Nahrung besteht vorwiegend aus Früchten sowie aus Nektar, Pollen und jungen Blättern, wie von Bäumen der Gattung Bischofia (Malpighienartige). Auf einer Insel konnten Früchte aus 27 Pflanzengattungen von 18 Familien in der Nahrung registriert werden. Dieser Flughund bewegt sich meist im Unterwuchs oder im unteren Bereich der Baumkronen. Mit gewissen Variationen zwischen den Populationen erfolgt die Geburt des je einzelnen Jungtieres zwischen Januar und August mit den meisten Geburten im Februar. Im Zeitraum kommen bei Weibchen bis zu zwei Würfe vor. Junge Weibchen können sich schon nach 6 bis 8 Monaten erfolgreich paaren, auch wenn sie erst nach 12 Monaten ihre volle Größe erreicht haben. Die meisten Individuen leben schätzungsweise 4 bis 6 Jahre und wenige Exemplare 8 Jahre.

## Gefährdung
Die IUCN listet die Art als nicht gefährdet (least concern) aufgrund fehlender Bedrohungen und einer stabilen Gesamtpopulation. In Plantagen gilt der Peters-Kurznasenflughund als Schädling.